# Rudolf Kaiser

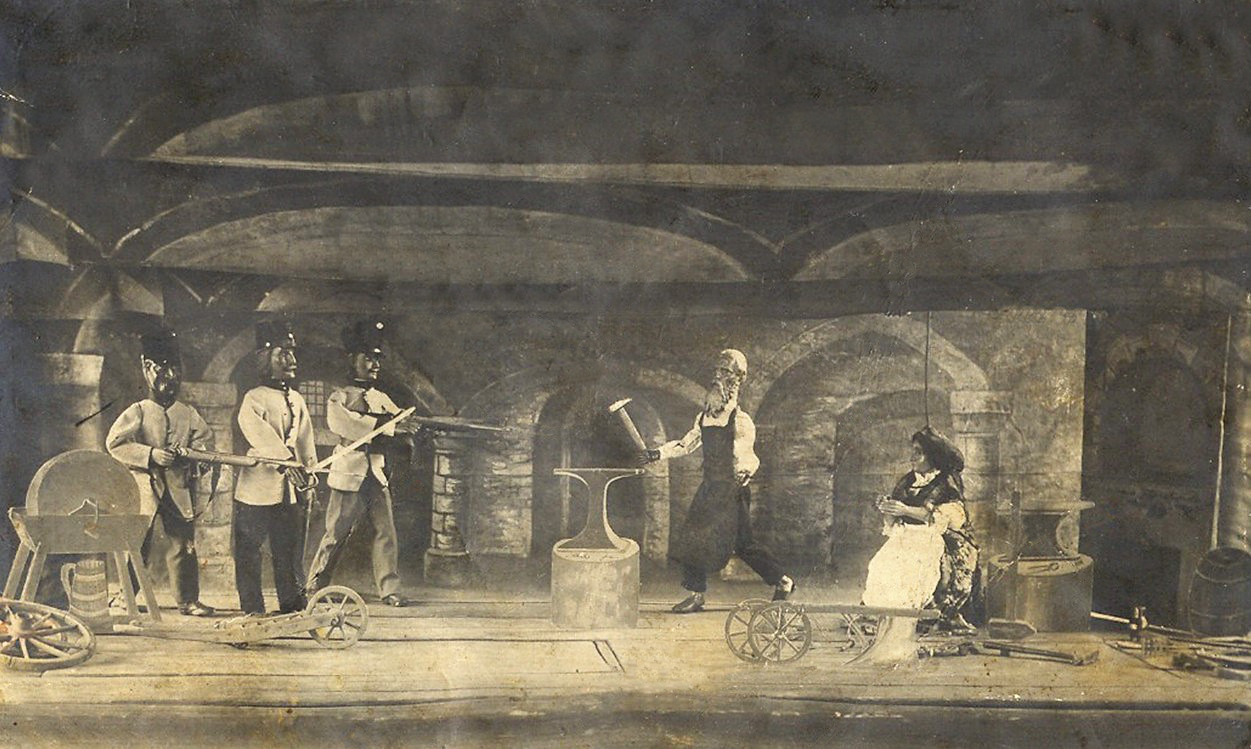
Loutkové divadlo Rudolfa Kaisera, představení Leštínský kovář (20. léta 20. století)

Rudolf Kaiser (14. května 1881 Horoměřice – 20. května 1936 Praha) byl český profesionální lidový loutkář, člen Loutkářského soustředění Masarykova lidovýchovného ústavu.

## Život
Rudolf Kaiser se narodil v rodině Františka a Antonie Kaiserových z Oulovic. Otec František byl dle matričních záznamů „tělocvičným hercem“.
Pocházel ze starého kočovného uměleckého rodu Kaiserů, který předváděl hry ze života, pantomimu, loutkové hry a akrobatické výkony.
Toto povolání vykonával již jeho praděd, Villhelm Kaiser, narozen 7. 8. 1765 v Dobřanech. Rovněž v záznamu o narození jeho otce, Františka Kaisera, je děd, Matyáš Kaiser zapsán jako Mechanischer Künstler. Druhý děd Rudolfa Kaisera byl také loutkohercem.
Rudolf Kaiser navazoval na rodinou tradici.  Vynikal jako manažer, režisér, scénograf, návrhář, tvůrce kostýmů, loutkoherec, dabér i muzikant. O loutky i divadlo se musel se svou rodinou dobře starat. Scény i kostýmy byly promyšlené do nejmenších detailů. Pro své loutky měl převlékací kostýmy a dokonce i boty.
Své schopnosti a zkušenosti předával Rudolf Kaiser  nejen členům své rodiny, ale i přátelům, kolegům a lidem nadšeným pro loutkové divadlo. I z těchto důvodů opakovaně Prof. Dr. Jindřich Veselý doporučoval divadlo Rudolfa Kaisera k výchovným a pedagogickým účelům. (V časopise Loutkář (červen 1926) též zveřejnil článek Loutkář Rudolf Kaiser, jeho rod, knihovna i plakáty.)

## Dílo
V repertoáru divadla Rudolfa Kaisera bylo více než 60 divadelních her upravených pro loutkové divadlo.Podrobněji se o této skutečnosti zmiňuje časopis Loutkář. Uváděl na svém divadle klasické hry Josefa Kajetána Tyla, Václava Klimenta Klicpery, Aloise Jiráska, Jana Nepomuka Štěpánka a dalších. V knihovně Rudolfa Kaisera se nacházelo více než 300 her.
Soubor tvořilo celkem 5 členů rodiny. Mimo manželku Stanislavu, i synové Josef, Dominik a Ladislav. Syn Josef zdědil po otci hudební nadaní. Absolvoval soukromou hudební školu. Hudební doprovod byl důležitý pro dynamiku představení. Plně bylo hry na housle a citeru využíváno při uvádění her se zpěvy, jako např. "Paní Marjánka matka pluku", "Fidlovačka aneb žádný hněv a žádná rvačka", atd. nebo při uvedení operetky "Na té louce zelené".
Společně s Josefem Skupou, Václavem Bárthou z Říše loutek a Václavem Sojkou z Umělecké výchovy sehrál v roce 1924 na celostátním soustředění loutkářů, scénku Sbratření Kašpárků. V této scénce zastupoval lidové loutkáře.
Jako první loutková společnost přednesl v českém rozhlase se členy své rodiny tradičního loutkářského Fausta (26. listopadu 1927). Úvodní slovo měl Prof. Dr. Jindřich Veselý. Přednes hry do rozhlasu doprovázel na citeru syn Josef Kaiser.
Během mezinárodní loutkářské výstavy v Praze (1929) hrál na Výstavišti a pořádal speciální představení pro zahraniční členy právě ustavené mezinárodní organizace loutkářů UNIMA. Na této výstavě získal velký obdiv diváků z Čech i ciziny. Delegáti se s Rudolfem Kaiserem, členy jeho rodinného divadla a loutkami fotografovali. Fotografovali si výjevy z her a filmovali si představení. Za velké úsilí a vysokou kvalitu, jakou reprezentoval české loutkáře na tomto historickém loutkářském sjezdu, získal Rudolf Kaiser poděkování od Masarykova lidovýchovného ústavu, který v tu dobu poskytoval mezinárodní loutkářské organizaci UNIMA existenční zázemí. Rudolf Kaiser byl ochoten hrát se svým divadlem na výstavě narychlo, po tom co svůj písemný příslib zrušil K. Kopecký.
"Předměstské národní divadlo ve stanu", tak bylo známé velké loutkové divadlo Rudolfa Kaisera, které ve dvacátých a třicátých letech 20. století každým rokem v létě hostovalo na předměstích Prahy. Ať se jednalo o Břevnov, Hlubočepy, Košíře, Radlice, Smíchov, Podbabu - na všechna tato místa se sjížděli lidé bez věkového rozdílu vyhledávající zábavu a osvětu. Stan pojmul až 300 lidí a býval vždy plný. Vstupné bylo dostupné i pro chudší vrstvy.
Byla vždy uvedena klasická divadelní hra, nebo pohádka upravená pro loutkové divadlo. Následovaly satirické výstupy marionety civilního chlapíka zvaného "Kanimůra". Ten bavil publikum vtipnými současnými tématy ze života a i z dění ve společnosti. Po té následovalo 10 minut vystoupení s varietními loutkami. Celé představení ukončoval Kanimůra, který se jménem všech s publikem rozloučil.
V tomto stanu se v roce 1930 natáčely scény filmu Svatopluka Innemanna "Fidlovačka" na motivy divadelní hry Josefa Kajetána Tyla "Fidlovačka aneb Žádný hněv a žádná rvačka". Byl to první zvukový film, který byl natočen pouze v češtině. Scéna slepého houslisty Mareše zpívajícího píseň "Kde domov můj" je výrazem národního obrození. Tento odkaz přijal Rudolf Kaiser po svých předcích a usiloval o to, aby se na národní povědomí nikdy nezapomnělo.
Rudolf Kaiser zemřel náhle ve věku 55 let. Pochován byl na Olšanské hřbitovy za hojné účasti loutkářských kolegů, rodiny, přátel a veřejnosti.

## Kaiserovo divadlo po smrti Rudolfa Kaisera
Odkaz Rudolfa Kaisera převzal syn Josef Kaiser. Jeho manželkou se stala talentovaná loutkoherečka a provazochodkyně Josefa Tříšková. Později soubor doplnili jejich děti Anna, Stanislava, Viktor, Artur a Karel.
Josef Skupa respektoval Josefa Kaisera jako výborného loutkáře a přítele. Divadlo bylo i nadále velmi oblíbené nejen u dětí, ale i dospělých.
Po smrti Josefa Skupy se československé loutkářství dostalo pevněji do rukou politicky angažovaných lidí.
V roce 1960 byla ukončena činnost celé řady profesionálních kočujících loutkových divadel. Jak je správně popsáno v článku paní Niny Malíkové, Rudolf Kaiser byl ochotný ke všem lidem. Tato ochota se vrátila jeho nástupcům ve zlém. Josef Kaiser se nikdy s touto křivdou nesmířil. Věnoval se pak jen výjezdovému hraní s varietními loutkami, kdy mu partnera dělal vždy někdo z jeho věkem starších dětí. Nejdříve synové Viktor a Artur. Dále pak byly jeho partnery syn Karel, Ladislav, či dcera Jindřiška.
Kaiserovo loutkové divadlo bavilo diváky více než 190 let. Šířilo kulturní tradice v Čechách, nepobíralo žádné dotace, mělo vysokou návštěvnost, živilo početnou rodinu. Konkurence byla v Československu velká, protože do této doby bylo téměř v každé vsi loutkové divadlo. Pro pobavení hrála spousta amatérských souborů. Založilo se státní divadlo, státní škola. Vše z prostředků státu. Nelze říci, že bylo vše špatné. Totalita, která tomu všemu vládla však zcela jistě ano. Taková práce se dá jen stěží srovnávat se základy, které položili lidoví loutkáři, ať profesionální či amatérští.

## Ocenění
V roce 1928 ocenění "Věnec za loutkové hry" od Českého svazu přátel loutkového divadla v Praze.
V roce 1947 byl za zásluhy o československé loutkářství posmrtně vyznamenám diplomem uděleným Loutkářským soustředěním při Masarykově lidovýchovném ústavu.
Od roku 2016 je české a slovenské loutkářství zapsáno na seznamu nehmotného dědictví UNESCO. Rudolf Kaiser a jeho divadlo tvořili jeden ze základů této tradice.